# Rorgó I del Maine
Roricó o Rorgó I de Maine mort el 16 de juny del 839 o del 840, va ser comte de Rennes el 819 i comte del Maine de 832 a 839.

## Família
Fill de Gauslin I del Maine, senyors mainès, i d'Adeltruda, fou l'ancestre dels Rorgònides.

## Biografia
Va viure a la cort de l'emperador Carlemany i va tenir una relació amb Rotruda, la filla de l'emperador, (nascuda el 775 i morta el 810). Lluís I el Pietós li va confiar el comtat de Rennes el 819. Va fundar el 824 l'abadia Saint-Maur de Glanfeuil. Va rebre el 832 el comtat del Maine. Les llistes necrològiques de l'abadia de Saint-Denis mencionen la seva defunció un 16 de juny sense precisió de l'any, qui s'ha de situar el 839 o el 840.

## Matrimonis i fills
De la seva relació amb Rotruda, la filla de Carlemany i d'Hildegarda de Vintzgau, va tenir un fill il·legítim:
- Lluís, (vers 800 † 867), que fou abat de Saint-Denis i canceller de Carles II el Calb;

- Potser va tenir una filla, qui podria portar el nom d'Adeltruda, casada amb Gérard, comte d'Alvèrnia i mare de Rainulf I, comte de Poitiers.[2]

Després de la fi de la seva relació amb Rotruda, es va casar amb Biquilda, d'origen desconegut, i va tenir a:
- Rorgon II († 866), comte del Maine.
- Gausfred († 877), comte del Maine i marquès de Nèustria.
- Bilquilda, casada al comte Bernat II el Poitevi († 844) comte de Poitiers
- Goslí (Gauslí) († 886), bisbe de Paris, canceller de Carles el Calb.